# Juri Alexejewitsch Kruschkow
Juri Alexejewitsch Kruschkow (russisch Юрий Алексеевич Кружков, englische Transkription: Iurii Kruzhkov; * 14. März 1994) ist ein russischer Volleyballspieler.

## Karriere
Kruschkow spielte in Jekaterinburg und bei Prikamye Perm. 2017 wurde der Diagonalangreifer vom Bundesligisten Volleyball Bisons Bühl verpflichtet.